# Prolapse uterí
El prolapse uterí, prolapse d'úter, histerocele o uterocele és una forma de prolapse genital femení.

## Etiologia
El prolapse es desencadena quan els lligaments que sostenen l'úter es tornen tan febles que l'úter no pot romandre al seu lloc i llisca cap avall de la seva posició normal. Aquests lligaments són el lligament rodó, lligaments úter, lligament ample i el lligament ovàric. Els lligaments úter són els més importants i els essencials per prevenir el prolapse uterí.
La causa més comuna de prolapse uterí és un trauma durant el part, en particular, els naixements múltiples o difícils. Al voltant del 50% de les dones que han tingut fills a desenvolupar algun tipus de prolapse d'òrgans pelvians en la seva vida. És més comú a mesura que les dones envelleixen, especialment en aquells que han passat per la menopausa. Aquesta condició és corregible quirúrgicament
A més a més, hi ha altres factors que poden afavorir l'aparició del prolapse uterí. Per exemple, l'envelliment, un restrenyiment perllongat, la falta d'estrògens postmenopàusia i, amb menys freqüència, tumor pelvià.
L'envelliment desencadena un procés d'atròfia i feblesa d'estructures que pot provocar el prolapse uterí.

## Simptomatologia
El prolapse uterí té associats tota una sèrie de signes i símptomes. Algunes d'ells són: lumbàlgia, incontinència urinària i ganes constants d'orinar, pressió a la zona vaginal, dolor i molèsties durant les relacions sexuals, infeccions urinàries repetitives i protrusió de l'úteri el coll uterí cap a l'obertura vaginal.
Hi ha situacions en les quals la simptologia s'agreuja. Per exemplificar, després de fer exercici, agafar pesos, assentar-se i aixecar-se, entre d'altres.

## Diagnòstic
El diagnòstic es fa mitjançant una bona exploració física i examen pelvià. Durant l'exploració la dona haurà d'empènyer com si es trobés en treball de part. Així, es podrà valorar si l'úter ha baixat molt o no.
Si l'úter es localitza a la part inferior de la vagina el prolapse és lleu. Pel que fa al prolapse moderat se'n fa referència quan l'[úter és visible a l'exterior de la vagina.

## Tractament
El tractament té tres vessants i sempre serà personalitzat. Aquest pot ser conservador o quirúrgic.

### Tractament conservador
Inclouen:
Modificació del comportament
Exercicis d'enfortiment muscular
Com l'exercici de Kegel.
Utilització de pessari
Que eleven i donen suport a l'úter. Consisteix en un dispositiu de plàstic que es col·loca i s'ajusta en la vagina. Es poden utilitzar a curt, mitjà o llarg termini són el cas. Cal consultar-ho amb un professional.

### Tractament quirúrgic
La cirurgia és l'últim tractament aplicar. Aquest es duu a terme quan la simptomatologia del prolapse uterí és severa. De forma individualitzada s'establirà i es decidirà el tipus de cirurgia. Alguns dels criteris són: edat, antecedents mèdics, opinió de la dona en relació amb la pèrdua de funció vaginal i embaràs i la gravetat de simptomatologia.
A més a més, hi ha intervencions quirúrgiques en les quals no fa falta extirpar l'úter. Per exemple, una tècnica que consisteix a aprofitar els lligaments propers per ajudar aguantar l'úter. La tècnica s'anomena sacroespinosa. Tot i així, sovint s'aplica la histerectomia vaginal.